# Opactwo św. Marii Magdaleny w Le Barroux

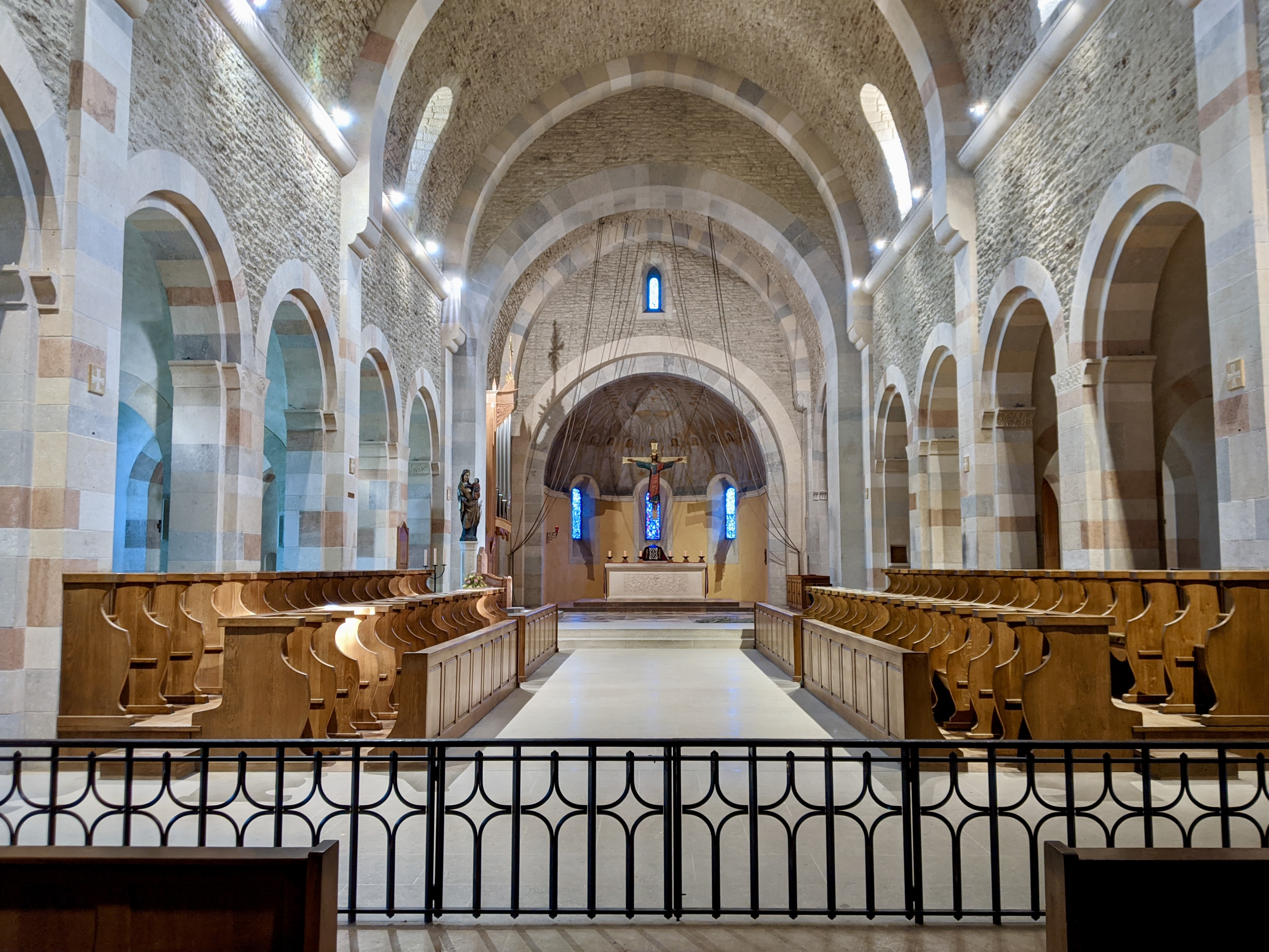
Wnętrze kościoła klasztornego

Opactwo św. Marii Magdaleny w Le Barroux – męski klasztor benedyktyński sui iuris w Le Barroux, we Francji, ufundowany w 1981 roku. Sprawuje się w nim liturgię w klasycznym rycie rzymskim. Od 2008 roku należy do Konfederacji Benedyktyńskiej.

## Historia
Klasztor został założony w 1981 roku, choć sięga początkami roku 1970, gdy Dom Gérard Calvet rozpoczął życie pustelnicze w ruinach klasztoru przylegającego do opuszczonej romańskiej kaplicy św. Marii Magdaleny w Bédoin. W 1978 roku rozpoczęła się jego budowa, która trwała do 1989 roku, gdy konsekrowano kościół opacki p.w. Najświętszego Serca Pana Jezusa i Niepokalanego Serca Najświętszej Maryi Panny.
Początkowo zakonnicy współpracowali z arcybiskupem Lefebvre’em, lecz dystansowali się od jego ruchu po konsekrowaniu przez niego biskupów bez mandatu papieskiego. Dom Gérard zwrócił się wówczas do Kurii Rzymskiej z prośbą o uregulowanie statusu kanonicznego wspólnoty na mocy motu proprio Jana Pawła II Ecclesia Dei.
Od 2 czerwca 1989 r. klasztor posiada godność opactwa sui iuris (podległego bezpośrednio Stolicy Apostolskiej).
W 2002 r. powstała nowa fundacja wspólnoty. W roku 2021 rzeczony klasztor Świętej Maryi de La Garde w Saint-Pierre-de-Clairac również został podniesiony do rangi opactwa.
W 2008 r. wspólnota dołączyła do Konfederacji Benedyktyńskiej.
W pobliżu znajduje się żeńskie opactwo Zwiastowania NMP w Le Barroux.

## Opaci klasztoru
- Dom Gérard Calvet (1989 – 2003)
- Dom Louis-Marie de Geyer d'Orth (od 2003)